# Johnsen–Rahbek-effekten
Johnsen–Rahbek-effekten uppstår när en elektrisk potential anbringas över gränsen mellan en metallisk yta och ytan hos ett halvledarmaterial. Under dessa betingelser kan en attraktionskraft uppstå, vars storlek är beroende av spänningen och de specifika materialen i konfigurationen.
Effekten är uppkallad efter de danska ingenjörerna F. A. Johnsen och K. Rahbek, som var de första som mera noggrant utforskade effekten.